# Prianganjaya
Prianganjaya is een bestuurslaag in het regentschap Sukabumi van de provincie West-Java, Indonesië. Prianganjaya telt 4938 inwoners (volkstelling 2010).